# Phia Saban
Phia Saban, född 19 september 1998 i Hackney i London, är en engelsk skådespelare. 
Saban fick sitt TV-genombrott 2022 i TV-serien The Last Kingdom, där hon spelar prinsessan Aelfwynn av Mercia. Samma år spelade hon även Helaena Targaryen i HBO-fantasyserien House of the Dragon (2022–).